# Trilobopsis trachypepla
Trilobopsis trachypepla är en snäckart som först beskrevs av S. S. Berry 1933.  Trilobopsis trachypepla ingår i släktet Trilobopsis och familjen Polygyridae. Inga underarter finns listade i Catalogue of Life.